# Circaea lutetiana subsp. lutetiana
Circaea lutetiana subsp. lutetiana é uma subespécie de planta com flor pertencente à família Onagraceae. 
A autoridade científica da subespécie é L., tendo sido publicada em Sp. Pl. 9 (1753).
Os seus nomes comuns são erva-das-feiticeiras ou erva-de-santo-estevão.

## Portugal
Trata-se de uma subespécie presente no território português, nomeadamente em Portugal Continental.
Em termos de naturalidade é nativa da região atrás indicada.

## Protecção
Não se encontra protegida por legislação portuguesa ou da Comunidade Europeia.